# Nominalizem - šola imen
Nominalizem - šola imen(名家, Pinyin: Míngjiā) je struja klasične kitajske filozofije, ki se je razvila iz mohistične šole v obdobju vojskujočih se držav (trad.: 戰國時代, poen.: 战国时代, Pinyin: Zhànguó shídài), 475–221 p.n.š., in predstavlja eno od struj na zahodu manj znane kitajske logike, v kateri ima aplikativnost prednost pred zakonitostmi in je zato izhajala iz utilitarističnih predpostavk. Predstavniki te šole so se posvečali izrazni obliki in semantičnim konotacijam pojmov, kategorizacijam, razčlenitvam in definicijam, ki so zapisane v obliki disputov, ter razmerji med njimi, npr. med relativnim in absolutnim, med identiteto in diferenco, med imenom in stvarnostjo, itd. Njihov cilj je bil razvoj metode, ki onemogoča kognitivne zmote in bi tako lahko služila državi in oblikovanju jasne zakonodaje. Med najprepoznavnejše predstavnike sodijo Deng Xi (trad.: 鄧 析, poen.: 邓析,  Pinyin: Dèng Xī), Hui Shi (惠施, Pinyin: Huì Shī) in Gongsun Long (poen.: 公孙龙; trad.: 公孫龍; Pinyin: Gōngsūn Lóng), 
Dela nominalistične šole so se tekom zgodovine izgubila, z izjemo delno ohranjenih spisov filozofa Gongsun Longa in disputov v 33. poglavju daoističnega besedila Zhuangzi (trad.: 莊子, poen.: 庄子, Pinyin: Zhuāngzǐ).
Razprave nominalistične šole spominjajo na osnove zahodne semantične logike, vendar izhajajo iz drugačne osnove. Pozne mohiste so zanimale konkretne uporabe jezike in zakonitosti mišljenja, predvsem umetnost “pravilnega” mišljenja kot prvi pogoj natančnejšega izražanja.

## Zgodovina
Na Kitajskem je bilo med leti 475-221 pr. n. št. obdobje Vojskujočih se držav. Vladalo je stanje nenehnih bojev posamičnih državic, ki je ljudi spravljalo v nevzdržno stanje, težnje po poenotenju države pa so bile vse večje in močnejše. Ne glede na to  katera od držav bi dobila oblast, je veliko učenjakov opozarjalo na to, da bo potrebno za ohranitev cesarstva potrebno poenotenje jezika, ki bo razumljen vsem prebivalcem vseh državic.
Prav zato so predstavniki te šole posvečali veliko pozornosti obliki, razčlenitvi in definicijam, ki so zapisane v obliki disputov. Najpomembnejši cilj nomenalistov je bila sestava metode, ki bi onemogočila kognitivne zmote in s tem služila državi, ki za svojo zakonodajo potrebuje jasno določene pojme ter norme. Logiko, kakršno je razvijala šola imen, torej izhaja iz utilitarističnih predpostavk.

## Najprepoznavnejši predstavniki
Predstavniki šole imen so raziskovali predvsem odnose med pojmi in sodbami na eni ter njihovim jezikovnim izrazom na drugi strani. Iz tega sledijo vprašanja o konkretnih metodah, ki bi se v obliki predpisanih pravil uporabljale za spoznavanje in razločevanje resničnosti od neresničnosti in napak. 

### Deng Xi
Najbolj znani predstavniki te šole je Deng Xi (trad.: 鄧 析, poen.: 邓析,  Pinyin: Dèng Xī, 6. st. pr. n. št.), ki je izumil zanimivo teorijo “dveh možnosti”. Bil je eden redkih znanih poklicnih odvetnikov antične Kitajske, zato je svoje jezikoslovne raziskave rad uporabljal v retorične namene, ter kot osnovo logike argumentativnih struktur ter kompozicij. Ustanovil je tudi šolo, kjer je sam poučeval več kot sto učencev. Zavzemal se je za ustanovitev absolutne monarhije s strogo in dosledno zakonodajo. Za dosledno poznavanje in uporabo zakonov pa je po njegovem mnenju treba natančno poznati pomen in učinek pravnih izrazov. Njegovo poznavanje semantične logike mu je omogočalo poučevanje učencev v umetnosti disputov, pa tudi uspešno zagovorništvo v sodnih procesih, kar pa ni prispevalo k njegovi splošni priljubljenosti. 
Zgodba, ki ponazarja njegovo teorijo dveh možnosti je imela precejšen vpliv na poznejše nomenaliste in nosi naslov Prodaja trupla (Shiti maimai): 
“Vodovje reke Wei je močno naraslo in v njem se je utopil neki bogataš is države Zheng. Potem ko je nekdo njegovo truplo potegnil iz vode, so ga bogataševi sorodniki hoteli odkupiti, vendar je ta človek za truplo zahteval ogromno denarja. Sorodniki so Deng Xija povprašali za nasvet. Deng Xi jim je odgovoril: ‘ Pomorite se, saj ta človek Nima trupla nikomur prodati razevn vam.’ Potem pa je zaskrbelo tudi prodajalca in tudi on je povprašal Deng Xija za nasvet. Ta je spet odgovoril: ‘ Pomiri se vendar, saj ne morejo trupla kupiti nikjer drugje, kot pri tebi.’” (Lu Buwei 2002, Li Wei, str. 285)
Pri teoriji dveh možnosti gre za metodo sklepanja, ki izhaja iz istih objektivnih predpostavk, vendar njuna analiza iz različnih izhodišč (iz vidikov dveh posamičnih, medsebojno kontradiktornih interesov) privede do dveh medsebojn nasprotujočih si sklepov.

### Hui Shi
Drugi znani predstavnik šole imen je bil Hui Shi (惠施, Pinyin: Huì Shī, ok. 370-310 pr. n. št.), ki si je prizadeval odkriti absolutnost relativnosti ter združiti identiteto in diferenco. Hui Shi je bil vladni minister države Song. Bil je eden najbolj znanih nomenalistov, znan predvsem po svojih navidezno sofističnih paradoksih, s katerimi je poskuša; izraziti absolutno relativnost lastnosti vsega obstoječega, ki se kažejo v njihovih medsebojnih razmerjih. Med drugim je tudi nadgradil takrat obstoječe definicije identitete in diference. Danes je ohranjenih le še nekaj fragmentov njegovih filozofskih izhodišč, ter stavkov brez pravega konteksta, ki so se ohranili v različnih komentarjih njegovih sodobnikov in naslednikov. Razvidno je, da je v svojih izhodščih izhajal iz predpostavke o organski in strukturni povezanosti vsega obstoječega. Med drugim se osredotoča tudi na razmerje med časom in prostorom kot izrazom relativistične strukturirane celote. 
Hui Shi je prav tako nadgradil in razvil Deng Xijeva izhodišča teorije dveh možnosti, zlasti v smislu njene aplikacije na problem razmerja med identiteto in diferenco. Prav tako je konkretiziral in formaliziral metodo sklepanja z analogijo, ki so jo v zametkih opredelili že zgodnji moisti. Njegovi najpomembnejsi fragment filozofije je povzet v Desetih postulatih vsega obstoječega. 

### Gongsun Long
Tretji, vendar najpomembnejši predstavnik je Gongsun Long (poen.: 公孙龙; trad.: 公孫龍; Pinyin: Gōngsūn Lóng, ok. 284-259 pr. n. št.), ki je bil znan po svojih obravnavah razmerja med konsistenco in njenimi lastnostmi, ter po izsledkih na področju problematike imena (koncepta) in stvarnosti. Njegovo delo je ohranjeno v knjigi Mojster Gongsun Long. Tema po kateri je najbolj znan prihaja do izraza v njegovem znamenitem Disputu o belem konju (白馬論; pinyin: Báimǎ Lùn). Disput je napisan v slogu, kakršen zaznamuje celoten opus njegovih del, namreč v obliki dialoga s tezami in antitezami:
Učenec vpraša: Ali je predpostavka ‘Beli Konj ni konj’ dopustna?
Mojster Gong odgovarja: Je.
(Učenec): Kako (je to možno)?
(Gong): Konj je nekaj, s čimer poimenujemo obliko: belo je nekaj, s čimer poimenujemo barvo. Tisto, kar poimenuje obliko, ni enako tistemu, s čimer poimenujemo barvo. Zato pravim: beli Konj ni konj. 
(Učenec): Če imamo belega konja, ne moremo reči, da nimamo konja. Ker torej ne moremo reči, da nimamo konja, od kod potlej predpostavka, da ni konja? Če imamo belega konja, potem imamo konja. Kako naj bi zaradi tega, ker je bel, (trdil, da) ni konj?”
(Gong): če zahtevamo konja, potem so to lahko tudi rjavi in črni konji. Če pa zahtevamo belega konja, potem rjavi in črni ne ustrezajo tej zahtevi. Če predpostavimo, da je beli Konj enak konju, bi bilo tisto, kar zahtevamo, isto: beli ne bi bil različen od konja. Ker bi torej zahtevali tisto, kar ni različno od konja, bi rjavi in črni konji tej zahtevi ustrezali in hkrati ji ne bi ustrezali. Kako naj bi bilo to možno? To, da sta ustreznost in neustreznost nasprotni, je jasnp. Zato lahko rjavi in čni konji enako ustrezajo besedi ‘konj’, ne pa tudi besedi ‘beli konj’. Zaradi tega trdim, da ‘beli konj ni konj’ in pika. 
(Učenec): Če bi iz dejstva, da imajo konji barve, sklepali da zaradi tega niso konji, potem  -  glede na dejstvo, da na vsem širnem svetu ni konja brez barve - na svetu sploh ne bi moglo biti konj. Kako je Torej s tem?
(Gong): Seveda imajo konji barve. Zato tudi obstajajo beli konji. Če bi bili konji brezbarvni in bi obstajali samo konji per se, kako bi potlej lahko izbrali ‘belega konja’? Zato beli Konj ni konj. Izraz ‘beli konj’ je sestavljen iz ‘konja’ in ‘belega’; zato je ‘konj’ različen od ‘belega konja’, zatorej trdim, da ‘beli konj ni konj’.
(Učenec): Konj ni Konj zaradi beline in belina ni belina zaradi konja. Če pa bi združili konja in belo v podvojenem imenu belina konj, potem bi to pomenilo, da bi ime nečesa, kar ni skupno razmerju, označevalo nekaj, kar je skupno razmerje. To pa ni dopustno. Zato ne moremo reči, da beli Konj ni konj. 
(Gong): Če misliš da pomeni imeti belega Konja imeti konja, je dopustno misliti tudi, da je imeti belega konja imeti rjavega konja?
(Učenec): To ni dopustno.
(Gong): Če torej imeti konja ni enako imeti rjavega konja, potem to pomeni, da je rjavi konj različno od konja. Če je rjavi konj različno od konja, potem velja, da rjavi konj ni konj. Če torej trdimo, da rjavi konj ni konj, beli Konj pa je konj, potem je to popoln nesmisel.
(Učenec): Tisti, ki pravimo, da ‘če imamo belega konja, ne moremo trditi, da ni konja’, govorimo s predpostavko izločitve beline. Kdor je ne izloči, seveda ne more trditi, da imamo konja, če imamo belega konja. izhajajoč iz te predpostavke trdite, da imamo lahko samo konja za konja, medtem, ko belega konja ne moremo imeti za konja. In vendar tistega, kar je za vas imeti konja, ne moremo poimenovati (z izrazom) ‘konjski konj’ (ali ‘konjstvo konja’).
(Gong): Belina (kot taka), ne more določati tistega, kar je belo -  to lahko kar lepo pozabimo. Pri belem konju pa beseda belina določa, kaj je belo. to, kar določa, kaj je belo, pa ni enako belini kot taki.  Če torej rečemo, da konja ne moremo definirati z njegovo barvo, potem ustrezajo (konjem) tako rjavi kot tudi črni konji. Ko govorimo o belem konju, ga izberemo glede na barvo in /v tem primeru/ zaradi svojih barv odpadejo tako rjavi kot tudi črni konji. Zato lahko /belemu konju/ ustrezajo samo beli konji. tisti, ki ne odpadejo, niso enaki tistim, ki odpadejo. Zato beli konj ni konj.” 
Po nekaterih razlagah naj bi imel Gongsun Long glede sintetičnih sodb enake pomisleke kot cinik Antisten, učenec sofista Gorgije in Sokrata, ki je dopustil veljavo sami identičnim in analitičnim sodbam, kajti bil je mnenja, da noben subjekt ne dopušča nobenega predikata razen samega sebe, zato naj bi bilo možno reči, da je mož mož, ne pa tudi da je mož dober. Celo Aristotel predvideva, da glasbenik Koriskus ni identičen s Koriskusom, kajti prvi združuje dve kategoriji, namreč substanco in kvaliteto, drugo pa zgolj substanco. Ta predpostavka je nekoliko bolj utemeljena, saj jo priznava tudi sam avtor disputa. Kot overitev svoje predpostavke o tem, da beli konj ni konj, je namreč - v nadaljevanju anekdote o svojem pogovoru s Kong Chuanom  -  navedel zgodbo o Konfuciju, ki naj bi kritiziral vladarja države Chu, ker je ta enačil ime “človeka” z imenom “človeka iz (države) Chu”.
Sodobnejši interpreti so v glavnem mnenja, da gre pri omenjenem disputu za obravnavo določenih spoznavnoteoretskih predpostavk z jezikoslovnega vidika. Nekateri pri tem izhajajo s stališča, da gre pri tem dialogu za obravnavo splošnih kategorij “konjstva” in “beline”. Večinoma pa zagovarjajo stališče, po katerem temelji fiktivni konflikt, opisan v disputu med Gongsunom in njegovim učencem, na različnosti pomenskih ravni, iz katerih oba sogovornika v debati izhajata. medtem, ko je učenčevo izhodišče diskurz o konkretnih stvareh, govori Gongsun namreč vseskozi o jeziku, tj. O poimenovanju: ne govori o konju, belini in belem konju, temveč o imenih, ki te stvari oziroma pojave poimenujejo. Zato nikjer ne reče, da naj barva ne bi bila enaka obliki, vendar reče, da beseda barva ni enaka besedi oblika. Zato tisto, kar poimenuje beseda barva, ne more biti isto kot tisto, kar poimenuje beseda oblika. 